# Resolució 291 del Consell de Seguretat de les Nacions Unides
La Resolució 291 del Consell de Seguretat de les Nacions Unides, aprovada per unanimitat el 10 de desembre de 1970 després de reafirmar les resolucions anteriors sobre el tema i observant els esdeveniments recents, el Consell va ampliar l'estacionament a Xipre de la Força de les Nacions Unides pel Manteniment de la Pau a Xipre per un altre període, que acaba el 15 de juny de 1971. El Consell també va demanar a les parts directament interessades que continuessin actuant amb la màxima restricció i cooperessin plenament amb la força de manteniment de la pau.